# Marcel Gili
Marcel Gili (Thuir, 12 de febrero de 1914-París, 10 de diciembre de 1993) fue un escultor, pintor y profesor de la Escuela nacional superior de Bellas Artes de París.

## Datos Biográficos
Marcel Gili fue el hijo pequeño de una familia con trece hijos. Su padre era dueño de un negocio familiar de construcción y también fue músico y compositor de sardanas (el Coble de Combo-Gili). Después de haber abandonado rápidamente el violonchelo para dedicarse al rugby a 15 y a la escultura, Marcel Gili fue descubierto por Gustave Violet, con quien permaneció un tiempo en Perpiñán ayudándole en diferentes proyectos durante dos años; recibió muy pronto, a la edad de 17 años, el apadrinamiento de Aristide Maillol , que le hace trabajar en sus propias obras. Después de exponer en Perpiñán en 1932, participó en la organización del Salón de París de Arte Mural, donde asistieron también Iché, Laurens, Zadkine, Le Corbusier, Dufy y Max Jacob.
Después de la guerra (prisionero evadido en el Rin en 1940), obtuvo el Premio de la Casa de Velázquez de Madrid en 1948. Formó parte de la 19 promoción artística, en compañía de : Edmond Cabrol Gonella pintor, Robert Savary pintor, Josefina Miralles Guas, escultora becada por la villa de Valence, Séverin de Rigné pintor-grabador, y Reine Gianoli músico.
También ayudó a fundar el Salón de Mayo, expuso en la Bienal de Venecia de 1948, en el Salón de arte francés en Tokio en 1951, así como en la Muestra de Escultura francesa en Bruselas en 1952, la Bienal de Escultura al aire libre en Amberes, en 1953 y 1955, en la Trienal de Milán en 1954.
Cuando realizó el "Despertar" (del francés: Éveil) en los años 1950, una obra monumental, diseñada para su instalación al aire libre, todavía practicaba la talla directa en el mismo bloque de piedra, pero ya se estaba alejando de la tradición naturalista de Maillol y sus predecesores. Él habla de un modernismo medido, moderando las redondeces y curvas femeninas por un conjunto de líneas angulares: los brazos levantados en cada lado de la cabeza ligeramente inclinada, las piernas dobladas debajo de la falda que forma un plano triangular obturando la luz. El gesto de los brazos en alto para apoyar la masa de pelo sugiere el efecto de despertar, el inicio del movimiento.La obra se encuentra en el "liceo Marguerite de Navarre" (47°4′54″N 2°22′55″E / 47.08167, 2.38194), 57 rue de Vauvert de Bourges.
Marcel Gili, el Catalán, practicó el arte del diálogo con todo el calor del sur. Como el escultor François Popineau, Marcel fue profesor de la Escuela de Bellas Artes de Bourges, donde embelesaba a sus alumnos , amigos y colegas, a través de su lenguaje visual, las historias sabrosas, así como por su entusiasmo por el arte en todas sus formas.
Saliendo de la Escuela de Bourges en 1968, fue a dar clases en la École Nationale Supérieure des Beaux-Arts de París (ENSBA) en 1969, y continuó su trabajo en constante progreso. Su investigación le llevó cada vez más al material original del que extraía las figuras humanas latentes, lo que no impedía cierta apariencia abstracta. De la talla directa pasó al modelado, al bronce, por último al metal martilleado, cobre o aluminio que se ajusta perfectamente a los requisitos de la arquitectura contemporánea.
El final de su vida estuvo partido entre París y su Cataluña natal. Murió repentinamente en 1993 por complicaciones en el posoperatorio. La exposición más reciente de la mayor parte de sus obras se llevó a cabo en París de septiembre a octubre del 2003 . Sus obras están en exhibición permanente en Mas Génégals (42°51′10″N 2°48′23″E / 42.85278, 2.80639, Vingrau).
Es padre de cuatro hijos.
- Con Madeleine Gili (pintora), su primera esposa:

- Raymond Gili, arquitecto (1941 (?), padre de cuatro hijos,
-Alain Gili, escritor y experto en cine africano (1946),
- Inès Gili, profesora en Canadá, madre de dos hijos.
- Con Geneviève Gili (pintora), su segunda esposa:

- Estève Gili (1968), director artístico y diseñador gráfico. Padre de tres hijos.
Genevieve Gili, expone gran parte de las obras de Marcel Gili en Mas Génégals (Vingrau 66), donde Marcel Gili tenía su taller.

## Galardones
- Medalla de los Evadidos[4]
- Caballero de la Légion d'Honneur
- Caballero de las Arts et Lettres
- Caballero de la Orden de las Palmas Académicas